# 綜合車輛製作所新津事業所
綜合車輛製作所新津事業所（日语：／ Sōgō sharyō seisakusho Niitsu jigyōsho */?）是東日本旅客鐵道（JR東日本）旗下的鐵路車輛製造工廠，隸屬於新潟支社。辦公室和工廠均位於新潟縣新潟市秋葉區南町。
綜合車輛製作所新津事業所的前身是日本國有鐵道（日本國鐵）新津工場，於1941年（昭和14年）4月19日由第37屆大日本帝國議會決定建造，負責為羽越地區日本國鐵車輛提供改造和修繕服務。1994年10月，新津工場在東急車輛製造提供技術支援下改組成新津車輛製作所，並開始製造電力動車組。至2010年9月1日已製造了3406輛鐵路車輛。

## 年表
- 1992年7月：動工建設廠房
- 1994年
  - 6月：新津車輛製作所正式成立
  - 10月：正式投產
- 1995年4月：製成首列列車（京濱東北線用209系0番台，36編組）
- 1998年3月：獲得ISO9001認證
- 1999年
  - 2月：獲得ISO14001認證
  - 4月：開始生産管理改善活動
- 2000年11月：總生產數突破1,000輛
- 2001年9月：更新ISO9001認證為2000年版本
- 2002年12月：總生產數突破1,500輛
- 2004年12月：總生產數突破2,000輛
- 2005年1月：舉辦開業10週年紀念活動
- 2006年4月：更新ISO14001認證為2000年版本
- 2007年1月：總生產數突破2,500輛
- 2009年1月：總生產數突破3,000輛
- 2013年
  - 2月：總生產數突破4,000輛
  - 12月18日：JR東日本宣布於2014年4月1日將新津車輛製作所併入同屬JR東日本旗下的綜合車輛製作所[3]。



## 生產技術的轉變
新津工場在改組前主要負責羽越地區國鐵車輛的改造和修繕，唯一例外是製造107系列車。雖然107系的機器主要運用被拆毀的165系的部件（只有車體是新製），但生產過程為所屬員工提供接觸新技術的機會，並為後來的新津車輛製作所建立基礎。
此後，在東急車輛製造附近的國鐵大船工場（現在的鎌倉車輛中心）與東急合作製造了205系500番台、901系，也建立了新津車輛製作所使用的生產技術的基礎。
新津車輛製作所開業初期主要製造原由東急車輛製造承造的車輛，包括209系和E217系，以熟習生產流程。此外，新津車輛製作所也與東急一起設計和製造209系950番台（E231系試製車，後改稱為E231系900番台），以強化工廠使用的技術。
現時新津車輛製作所能自力完成所有鐵路車輛的生產過程，包括將不鏽鋼板原材料加工成為車身組件及建造轉向架。加上CAD、CAM和機器人的靈活運用，令新津車輛製作所擁有每日1輛、每年約250輛的高生產效率。

## 製造車輛
1995年5月，209系的36編組從新津車輛製作所出廠，是新津車輛製作所生產的第一列列車。開業以來，主要負責製造首都圈內使用的新系列車輛。除了製造屬於JR東日本的車輛外，新津車輛製作所曾為其他鐵路公司製造鐵路車輛，包括以E231系為基礎的相鐵10000系和都營10-300型，以及以E233系為基礎的小田急電鐵4000型（東急車輛製造承造一部份車輛）和相鐵11000系。
而對完工的車輛則有兩種輸送的方式：
- JR東日本的車輛一般是以JR東日本的EF64型電力機車牽引，輸送到所屬的車輛基地。
- 其他鐵路公司的車輛則委託日本貨物鐵道（JR貨物）運送。

### 承製車種列表

#### JR東日本
- 209系
- E217系*
- E231系*（800番台除外）
- E233系*（2000番台除外）
- E531系*

*綠色車廂除外（非新津車輛製）

#### 相模鐵道
- 10000系
- 11000系

#### 東京都交通局
- 都營地下鐵10-300型：製造三列編組的中間車輛共18輛

#### 小田急電鐵
- 4000型 (2代)：製造一列10輛編組列車

## 外部連結
- 新津車輛製作所官方網站 （页面存档备份，存于）（日語）
- JR東日本新潟支社 （页面存档备份，存于）（日語）